# Ісаак Александрійський
Ісаак Александрійський (... – ...) греко-православний Папа і Патріарх Александрійський і всієї Африки з 941 по 954 рік.
Був аскетом. Спочатку відмовився від обрання і сховався на горі Еюп, однак під тиском александрійських єпископів погодився на посаду. Більше про його патріархат нічого не відомо.

## Примітка
1. ↑  ISAAC (941-954) (англ.). Patriarcato greco-ortodosso di Alessandria.
2. ↑  L'Arte di verificare le date dei fatti storici delle inscrizioni delle cronache e di altri antichi monumenti dal principio dell'era cristiana fino all'anno 1770. Т. 2. Venezia: Tipografia Gatti.